# Kōji Masunari
Kōji Masunari (舛成孝二 Masunari Kōji?, 1 de enero de 1965) es un director de anime japonés. Después de debutar en 1985, dirigió muchas series, incluida la adaptación al anime de Kamichu!, que ganó un premio a la excelencia en el  Japan Media Arts Festival en 2005, la adaptación al anime de Magi: The Labyrinth of Magic, y la adaptación al anime de Blue Period.

## Biografía
Kōji Masunari nació en la Prefectura de Shimane el 1 de enero de 1965. En 2005, Masunari dirigió la adaptación al anime de Kamichu!, que ganó el premio a la excelencia en el Japan Media Arts Festival en 2005. En 2012, dirigió la adaptación al anime de Magi: The Labyrinth of Magic, que IGN clasificó como uno de los mejores animes de la década de 2010.

## Trabajos

### Series de televisión
Destaca papeles con funciones de dirección de series.
| Año  | Título                                         | Director(es)                                                                              | Estudio                          | Funciones                                                                                               | Refs.  |
| ---- | ---------------------------------------------- | ----------------------------------------------------------------------------------------- | -------------------------------- | --- | ------ |
| 1989 | Tenkū Senki Shurato                            | Toshihiko Nishikubo                                                                       | Tatsunoko Production             | Director de episodios (#23, 29, 38)                                                                     | [ 6 ]  |
| 1990 | Idol Tenshi Yōkoso Yōko                        | Tetsuro Amino                                                                             | Ashi Productions                 | Guionista gráfico (#5)                                                                                  | [ 7 ]  |
| 1995 | Tenchi Muyō!                                   | Hiroshi Negishi                                                                           | AIC                              | Director de episodios (#OP, ED) Guionista gráfico (#6, 12, 15)                                          | [ 8 ]  |
| 1996 | Mahō Shōjo Pretty Sammy                        | Katsuhito Akiyama                                                                         | AIC                              | Director de episodio (#ED) Guionista gráfico (#ED)                                                      | [ 9 ]  |
| 1998 | Android Ana Maico 2010                         | Kōji Masunari                                                                             | Group TAC Animaruya              | Director Composición de la serie Director de episodios (#1, 23-24; ED) Guionista gráfico (#1, 23-24)    | [ 1 ]  |
| 1999 | Omishi Mahō Gekijō: Risky★Safety               | Kōji Masunari                                                                             | A.P.P.P.                         | Director Director de episodio (#3) Guionista gráfico (#1-6, 11, 20, 24)                                 | [ 10 ] |
| 2001 | Kokoro Toshokan                                | Kōji Masunari                                                                             | Studio Deen                      | Director de la serie Director de episodio (#1) Guionista gráfico (#1)                                   | [ 11 ] |
| 2002 | Full Moon o Sagashite                          | Toshiyuki Katō                                                                            | Studio Deen                      | Director de episodio (#OP)                                                                              | [ 12 ] |
| 2002 | Azumanga Daiō The Animation                    | Hiroshi Nishikiori                                                                        | J.C.Staff                        | Director de episodio (#4) Guionista gráfico (#4)                                                        | [ 13 ] |
| 2002 | Naruto                                         | Hayato Date                                                                               | Pierrot                          | Guionista gráfico (#OP 4)                                                                               | [ 14 ] |
| 2003 | Read or Die                                    | Kōji Masunari                                                                             | J.C.Staff                        | Director Director de episodio (#14) Guionista gráfico (#1-3, 14, 15; ED) Productor                      | [ 2 ]  |
| 2004 | Koi Kaze                                       | Takahiro Ōmori                                                                            | A.C.G.T                          | Guionista gráfico (#10)                                                                                 | [ 15 ] |
| 2005 | Hachimitsu to Clover                           | Ken'ichi Kasai                                                                            | J.C.Staff                        | Director de episodio (#7) Guionista gráfico (#7)                                                        | [ 16 ] |
| 2005 | Kamichu!                                       | Kōji Masunari                                                                             | Brain's Base                     | Director de la serie Director de episodios (#1, 12, 15) Guionista gráfico (#1-2, 15-16) Animación (#ED) | [ 2 ]  |
| 2006 | Renkin San-kyū Magical? Pokān                  | Ken'ichi Yatagai                                                                          | Remic                            | Guionista gráfico (#11a)                                                                                | [ 17 ] |
| 2007 | Naruto: Shippuuden                             | Yasuaki Kurotsu Hayato Date Osamu Kobayashi Chiaki Kon Toshinori Watanabe Masahiko Murata | Pierrot                          | Guionista gráfico (#ED 13) Director de unidad (#ED 13)                                                  | [ 18 ] |
| 2010 | Ore no Imōto ga Konna ni Kawaii Wake ga Nai    | Hiroyuki Kanbe                                                                            | AIC Build                        | Guionista gráfico (#9)                                                                                  | [ 19 ] |
| 2012 | Magi: The Labyrinth of Magic                   | Kōji Masunari                                                                             | A-1 Pictures                     | Director Guionista gráfico (#1, 25)                                                                     | [ 4 ]  |
| 2013 | Magi: The Kingdom of Magic                     | Kōji Masunari                                                                             | A-1 Pictures                     | Director                                                                                                | [ 20 ] |
| 2015 | The iDOLM@STER Cinderella Girls                | Noriko Takao                                                                              | A-1 Pictures                     | Guionista gráfico (#2, 9)                                                                               | [ 21 ] |
| 2015 | The iDOLM@STER Cinderella Girls 2nd Season     | Noriko Takao                                                                              | A-1 Pictures                     | Guionista gráfico (#23)                                                                                 | [ 22 ] |
| 2018 | Slow Start                                     | Hiroyuki Hashimoto                                                                        | CloverWorks                      | Guionista gráfico (#7)                                                                                  | [ 23 ] |
| 2018 | Darling in the FranXX                          | Atsushi Nishigori                                                                         | A-1 Pictures Trigger CloverWorks | Guionista gráfico (#16)                                                                                 | [ 24 ] |
| 2019 | Watashi ni Tenshi ga Maiorita!                 | Daisuke Hiramaki                                                                          | Doga Kobo                        | Guionista gráfico (#7)                                                                                  | [ 25 ] |
| 2019 | Hōkago Saikoro Club                            | Ken'ichi Imaizumi                                                                         | Liden Films                      | Guionista gráfico (#OP)                                                                                 | [ 26 ] |
| 2019 | Fate/Grand Order: Zettai Majū Sensen Babylonia | Toshifumi Akai                                                                            | CloverWorks                      | Guionista gráfico (#7)                                                                                  | [ 27 ] |
| 2020 | 22/7                                           | Takao Abo                                                                                 | A-1 Pictures                     | Guionista gráfico (#5)                                                                                  | [ 28 ] |
| 2020 | Hōkago Teibō Nisshi                            | Takaharu Okuma                                                                            | Doga Kobo                        | Guionista gráfico (#7)                                                                                  | [ 29 ] |
| 2020 | Tonikaku Kawaii                                | Hiroshi Ikehata                                                                           | Seven Arcs                       | Guionista gráfico (#6)                                                                                  | [ 30 ] |
| 2021 | Blue Period                                    | Kōji Masunari Katsuya Asano                                                               | Seven Arcs                       | Director jefe Guionista gráfico (#1, 12)                                                                | [ 31 ] |
| 2022 | Akebi-chan no Sailor-fuku                      | Miyuki Kuroki                                                                             | CloverWorks                      | Guionista gráfico (#9)                                                                                  | [ 32 ] |
| 2023 | Oshi no Ko                                     | Daisuke Hiramaki                                                                          | Doga Kobo                        | Guionista gráfico (#2)                                                                                  | [ 33 ] |
| 2023 | Spy × Family Season 2                          | Kazuhiro Furuhashi                                                                        | Wit Studio CloverWorks           | Guionista gráfico (#11)                                                                                 | [ 34 ] |

### Películas
Destaca papeles con funciones de dirección de series.
| Año  | Título                                                                  | Director(es)    | Estudio      | Funciones                                      | Refs.  |
| ---- | ----------------------------------------------------------------------- | --------------- | ------------ | ---------------------------------------------- | ------ |
| 2006 | Naruto Movie 3: Dai Koufun! Mikazuki Jima no Animaru Panikku Dattebayo! | Toshiyuki Tsuru | Pierrot      | Guionista gráfico Director asistente de unidad | [ 35 ] |
| 2010 | Uchū Show e Yōkoso                                                      | Kōji Masunari   | A-1 Pictures | Director Guionista gráfico                     | [ 2 ]  |

### OVAs
Destaca papeles con funciones de dirección de series.
| Año  | Título                         | Director(es)     | Estudio                  | Funciones                                                             | Refs.  |
| ---- | ------------------------------ | ---------------- | ------------------------ | --------------------------------------------------------------------- | ------ |
| 1993 | Aa! Megami-sama!               | Hiroaki Gōda     | AIC                      | Director de episodios (#2, 4) Guionista gráfico (#2)                  | [ 36 ] |
| 1994 | Tenchi Muyō! Ryōōki 2nd Season | Ken'ichi Yatagai | AIC                      | Director (#ED) Guionista gráfico (#12) Animación clave (#ED)          | [ 37 ] |
| 1995 | Saber Marionette R             | Kōji Masunari    | animate Film Zero-G Room | Director Director de episodio (#1) Guionista gráfico (#1, 3)          | [ 38 ] |
| 1997 | Photon                         | Kōji Masunari    | AIC                      | Director Director de episodios (#4, 6) Guionista gráfico (#1, 3-4, 6) | [ 10 ] |
| 2001 | R.O.D: Read or Die             | Kōji Masunari    | Studio Deen              | Director                                                              | [ 2 ]  |